# (3456) Etiennemarey
(3456) Etiennemarey es un asteroide perteneciente al cinturón de asteroides, descubierto el 5 de septiembre de 1985 por Henri Debehogne desde el Observatorio de La Silla, Chile.

## Designación y nombre
Designado provisionalmente como 1985 RS2. Fue nombrado Etiennemarey en honor al médico e inventor francés Étienne Jules Marey.